# Arni, Bern
Arni är en ort och kommun i distriktet Bern-Mittelland i kantonen Bern, Schweiz. Kommunen har 968 invånare (2023).